# Vinàlia

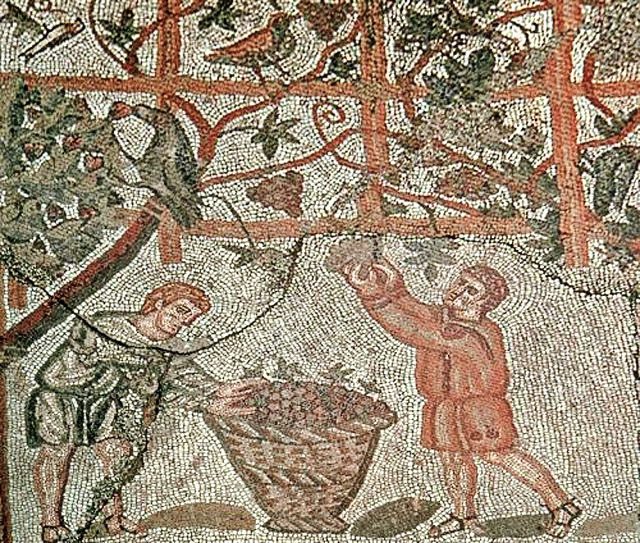
Mosaic romà representant la verema, trobada a Sersell, antiga província romana de Mauretania

Vinàlia (en llatí Vinalia) fou el nom de dues festes celebrades pels romans: la Vinàlia urbana o priòria i la Vinàlia rústica o altera; en honor de Júpiter i Venus.

## Vinàlia urbana
La Vinàlia urbana o priòria se celebrava el 23 d'abril. En aquest dia, s'obrien les botes del vi de la collita de la tardor anterior, una libació s'oferia al déu Júpiter i després el vi era tastat per les persones. Segons Georg Wissowa, la importància d'aquesta festa era congraciar-se amb Júpiter per evitar les tempestes que farien malbé la propera collita de raïm.
Júpiter i Venus eren els patrons de la festa: Venus la protectora del vinum spurcum («vi impur»), un vi destinat al consum diari durant els àpats; mentre que Júpiter era el protector d'un altre tipus de vi de tast més fort, considerat més pur, ja que no es barrejava amb aigua per rebaixar la gradació d'alcohol, era el vi anomenat temetum. En honor de Venus, deessa que havia proveït a la humanitat dels coneixements per a l'obtenció del vi, homes i dones tastaven el vi jove que s'havia format amb la fermentació del raïm collit a la tardor anterior. Com a déu dels cels diürns, Júpiter era el déu que controlava les condicions meteorològiques necessàries perquè hi hagués una bona collita a les vinyes; per tant, se li oferia una libació del vi que ja portava fermentant des de feia un any. El sacerdot de Júpiter, el flamen dialis, beneïa el temetum i en vessava una mica en un clot que hi havia al davant del temple de Venus al capitoli. Algunes noies de famílies senzilles (vulgares puellae) i també les prostitutes (meretrices) s'aplegaven al davant del temple de Venus Erycina, probablement en grups separats, i oferien a la deessa flors de murtra, fulles de menta i roses. A canvi, li demanaven que els concedís bellesa i encant femení.

## Vinàlia rústica
La Vinàlia rústica es feia el 19 d'agost i se celebrava en tot el Latium. Marcava l'obertura de la collita de la vinya. Un sacerdot oferia a Júpiter un anyell i, en el moment del sacrifici, trencava amb les seves pròpies mans un carroll de raïm damunt la víctima i després vessava vi. Amb aquest acte s'obria la collita de la vinya, la qual no podia ser portada a la ciutat fins que s'havia acabat la cerimònia.
Tradicionalment, havia estat una celebració per la fertilitat dins l'àrea de tot el Latium. A Roma les hortes i les vinyes, que en aquesta època ja mostraven el fruit en la seva esplendor, es consagraven invocant Venus Obsequens, la forma més antiga d'aquesta divinitat. En la mitologia romana, aquest dia rememorava el compliment d'una prometença feta pels membres de l'antiga lliga llatina promoguda per Enees, el qual havia oferit tot el vi de la collita d'aquell any a Júpiter si els concedia la victòria en la guerra contra els etruscs. Segons algunes fonts, la guerra havia començat perquè Mezentius, el tirà que governava els etruscs, havia reclamat per a ell el vi d'aquell any. Els romans van derrotar Mezentius i van complir la seva promesa.
Els historiadors romans difereixen pel que fa al déu que presidia la festa. Marc Terenci Varró deia que tant la Vinàlia urbana com la rústica estaven consagrades a Júpiter, de qui depenien les collites. Plini el Vell compartia aquesta opinió basant-se en el fet que era el flamen dialis l'encarregat de collir el primer carroll de raïm i el qui dirigia el ritual del sacrifici. Això no obstant, en la pràctica, la festa tenia molts lligams populars amb Venus, i alguns dels ritus es feien als temples que tenia dedicats aquesta deessa. La víctima sacrificial que oferia el sacerdot de Júpiter era un anyell femella, i això podria ser un prova que demostraria una connexió amb un ritual, més antic que el de Júpiter, potser no relacionat directament amb Venus, però sí amb una divinitat arcaica femenina invocada com a protectora dels fruits de la terra. Sext Pompeu Fest va fer un relat sobre els orígens i evolució d'aquesta festa.